# Affaire René Bissey
L'affaire René Bissey est une affaire judiciaire de mœurs mettant en cause le prêtre René Bissey condamné le 6 octobre 2000 à dix-huit ans de réclusion criminelle par la cour d'assises du Calvados pour avoir agressé sexuellement des enfants.
En 2001, l’affaire René Bissey est à l’origine de la condamnation de l'évêque du diocèse de Bayeux et Lisieux, Pierre Pican, à trois mois de prison avec sursis pour non dénonciation de crimes.

## Historique
Alors qu’il est étudiant au séminaire, dans les années 1960, René Bissey explique à son directeur de conscience qu'il est attiré par les jeunes garçons.
En décembre 1996, la mère d’une victime explique au père Michel Morcel, vicaire général du diocèse de Bayeux et Lisieux, le comportement du prêtre René Bissey qui a imposé à son fils des relations sexuelles.
Les agressions sexuelles se sont déroulées entre 1987 et 1996 dans les paroisses du Chemin-Vert et de Vaucelles à Caen.
Lors du procès, les experts psychiatriques décrivent le prêtre comme un « pervers sexuel », un « pédophile authentique », qui « ne souffre pas de l'anormalité de ses actes ». À l’issue du procès, il est condamné à dix-huit ans de prison. Pendant le procès, Bissey « a tout avoué » : viols sur un mineur, atteintes sexuelles sur trois mineurs et corruptions de sept autres mineurs.
En août 2001, il décide de se désister de son appel devant une autre juridiction.